# Припоара (Валча)
Припоара (рум. Pripoara) насеље је у Румунији у округу Валча у општини Муереаска. Oпштина се налази на надморској висини од 489 m.

## Становништво
Према подацима из 2002. године у насељу је живело 68 становника, од којих су сви румунске националности.